# ليري أولابيريا
ليري أولابيريا دورونسورو (بالإسبانية: Leire Olaberria Dorronsoro، ولدت في 17 فبراير 1977، إكاثتيغيتا، غيبوثكوا، إسبانيا) دراجة إسبانية.
حصلت على الميدالية البرونزية في دورة الألعاب الأولمبية الصيفية عام 2008 في بكين، كما حازت على الميدالية البرونزية في بطولة العالم للدراجات الهوائية على المضمار عام 2010، وعلى الميدالية الذهبية في بطولة أوروبا للدراجات الهوائية على المضمار عام 2010.

## إنجازاتها

### الألعاب الأولمبية الصيفية
- 2008 بكين  الصين:  ميدالية برونزية في سباق النقاط (Points race).

### بطولة العالم للدراجات الهوائية على المضمار
- 2010 كوبنهاغن  الدنمارك:  ميدالية برونزية في سباق أومنيوم (Omnium).

### بطولة أوروبا للدراجات الهوائية على المضمار
- 2010 بروزكو  بولندا:  ميدالية ذهبية في سباق أومنيوم (Omnium).